# Sniper: Ghost Warrior Contracts 2
Sniper: Ghost Warrior Contracts 2 est un jeu vidéo développé par le studio polonais CI Games. Il est le cinquième épisode de la série (le sixième, si l'on tient compte du jeu sur smartphone) et, après divers reports, sa sortie est prévue pour le lundi 7 juin 2021 sur PS4, XBox One et PC. Il sort finalement le 5 juin 2021, deux jours avant la date annoncée.
Il est la suite directe de Sniper Ghost Warrior Contract sorti en 2019, même s'il n'a pas de lien scénaristique avec son prédécesseur.

## Synopsis
Le joueur incarne Raven, un tireur d'élite officiant comme mercenaire et envoyé à Kuamar au Moyen-Orient. Situé le long de la frontière du Liban et de la Syrie, le pays a été sous la coupe du dictateur Omar al-Bakr durant les 20 dernières années, puis de son épouse Rashida après l'assassinat de son mari.
Malgré la brutalité du régime, la communauté internationale s'est toujours abstenue d'intervenir, le régime en place ne constituant pas une réelle menace pour les intérêts mondiaux.
Néanmoins les derniers renseignements obtenus ont permis de découvrir que Rashida prépare l'invasion d'un pays voisins, scénario aux conséquences potentiellement catastrophiques, notamment sur les cours du pétrole.
Raven est donc envoyé sur place afin de décapiter la direction militaire et politique du Kuamar.

## Système de jeu

### Généralités
Le gameplay général de Contracts 2 est assez similaire au précédent. La principale nouveauté est l'ajout de contrat de tir lointain, où le joueur doit gagner une position de tir située généralement à plus de 1.000 mètres de sa cible.
Au fil de ses missions, le joueur gagne de l'argent et des tokens lui permettant de débloquer de l'équipement : nouvelles armes, nouvelles fonctionnalités pour son masque à réalité augmentée, gadgets (grenades, trousses de soin, drone tactique, tourelle de tir automatique...), les gains pouvant être augmentés grâce à l'accomplissement de défis.

### Armes
Si CI Games n'a pas dévoilé la liste des armes présentes dans le jeu avant le lancement, plusieurs étaient déjà visibles grâce à différents trailers. Sniper Ghost Warrior Contracts 2 conserve le système des précédents épisodes : une arme principale (un fusil de précision), une arme secondaire (fusil d'assaut, à pompe ou arc à flèches) et une arme de poing.
L'arsenal du jeu reprend certaines armes déjà présentes dans de précédents épisodes, comme le Model Ron B82 (un Barrett M107A1) ou le Sturm Precision (un Ruger Precision Rifle), mais aussi des nouveautés, comme le Sako TRG M-10 et le Lobaev DVL10 Saboteur. En revanche, le SVD présent depuis Sniper Ghost Warrior 3 disparaît de l'inventaire, tout comme le Remington MSR présent dans la série depuis Sniper Ghost Warrior 2.
Peu après la sortie du jeu, CI Games propose des DLC payants proposant des armes supplémentaires, comme le Blaser LRS-2 (déjà présent dans le précédent Contracts) ou le VHS-2.

## Environnements
Sniper Ghost Warrior Contracts 2 se déroule sur 5 vastes cartes dans la région du Moyen-Orient, pour un total de 20 contrats. Les cartes  comprennent des cibles à éliminer, et des objectifs à accomplir comme saboter des installations ou pirater des systèmes informatiques.

### Province de Zindah
Province désertique, Zindah abrite plusieurs bases militaires stratégiques essentielles à l'appareil militaire du Kuamar. La mission de Raven est d'éliminer trois cibles prioritaires.
La première est Antwan Zarza, un trafiquant d'armes qui approvisionne les milices à la solde du pouvoir. En outre, Zarza a reçu une formation de tireur d'élite auprès des forces spéciales américaines et s'avère un sniper redoutable.
La seconde est l'ex capitaine Ronald Payne, un agent renégat du SAS. Cité à de multiples reprises pour ses faits d'armes, il a été exclu de l'armée britannique à la suite de crimes de guerre commis lors de ses déploiement en Irak. Aujourd'hui, Payne met ses talents au service de la formation des forces armées du Kuamar.
La dernière cible est le colonel Fiodor Novikov, un agent du GRU opérant comme agent de liaison.
De plus, des antennes satellites essentielles au dispositif militaire régional doivent être sabotées afin de désorganiser l'armée du Kuamar.

### Mont Kuamar
Situé dans une région montagneuse, le mont Kuamar abrite des installations électroniques et informatiques de pointe utilisées pour brouiller les communications et effectuer des attaques informatiques. Le mont Kuamar a également été creusé d'immenses tunnels fortifiés permettant de relier les différents points stratégiques de la région.
La cible principale de la région est Lars Hellstrom, un pirate informatique dont les opérations permettent de financer les projets du Kuamar. Il faut également détruire des installations informatiques et de brouillage qui isolent le Kuamar du reste du monde et contrer la propagande du pouvoir en place.

### Sommets de Tajmid
Dans une zone quasiment désertique, les sommets de Tajmid sont parsemés de petits villages pour la plupart à l'abandon.
La mission première de Raven est de permettre l'évasion du journaliste Taj Taheer dont les investigations ont mis au jour la corruption du pouvoir du Kuamar. Il est essentiel qu'il puisse survivre et poursuivre son travail. La première cible à éliminer est Isabella Sanchez. Après avoir fait ses classes dans les cartels colombiens, elle a mis ses talents au service de Rashida dont elle est devenue l'exécutrice attitrée.
La seconde cible est Hamza Khan, le leader d'une organisation terroriste au service de Rashida.
La troisième cible est Zviko Dragovic, membre du clan Zarza et actif dans le trafic d'armes et de drogues.
Pour finir, il faut saboter les champs pétrolifères de la région qui sont vitaux pour l'économie du Kuamar.

### Rashida Qalat
Après ses derniers revers, Rashida Bibi est sur la défensive et solidement retranchée dans son immense palais fortifié.
La mission de Raven est cette fois d'éliminer la présidente à vie du Kuamar.
Il faudra également libérer des prisonniers politiques détenus dans les sous-sols du palais présidentiel et détruire le stock de missiles balistiques achetés au marché noir par Bibi Rashida, afin de neutraliser définitivement le potentiel militaire du Kuamar.

### Maladh Wadi
Après l'élimination de Rashida Bibi, le journaliste Taj Taheer a été démocratiquement élu à la présidence du Kuamar. Malheureusement, il apparaît qu'il n'est rien d'autre qu'un agent double œuvrant pour le compte d'une puissance étrangère.
Les employeurs de Raven ont donc décidé de l'éliminer avec son agent de liaison.

### Zone des temples
Après la mort de Rashida Bibi et Taj Taheer, une nouvelle menace est apparue au Kuamar en la personne de Mahmoud Zarza. Surnommé "le boucher", il est à la tête d'une force paramilitaire lourdement équipée. Il s'est adjoint les services d'une ancienne scientifique du GRU, Irina Volkova, qui a développé un virus d'une rare dangerosité qu'ils ont testé sur les habitants d'un village de la région.
La mission consiste à éliminer Zarza et Volkova et à mettre la main sur les échantillons du virus et les données personnelles de Volkova.

## Développement
Le développement de Sniper: Ghost Warrior Contracts 2 est officialisé fin mars 2020 par le président de CI Games lors d'une interview au site polonais Strefa Inwestorow. Le 22 juin 2020, CI Games annonce que Sniper: Ghost Warrior Contracts 2 sortira à l'automne de la même année. Sur le site polonais Strefa Inwestorów, le président révèle que le nouvel épisode se déroulera dans une nouvelle région du monde, avec une nouvelle histoire et comportera de nombreuses améliorations ainsi qu'une "nouvelle fonctionnalité majeure" sans donner de précisions. Toutefois, le site internet du jeu mis en ligne annonce une sortie "à l'hiver 2020".
Le 15 septembre 2020, une première bande-annonce de quelques secondes est dévoilée. Elle confirme que l'action se déroulera au Moyen-Orient et qu'il sera désormais possible d'effectuer des tirs à très longues portées, la bande annonce proclamant un tir à 1.506 mètres. CI Games confirme également l'absence de monde ouvert et la présence "d'armes à la balistique renforcée et des graphismes améliorés."  Quelques captures d'écran accompagnent la bande-annonce et montrent quelques décors. Sur le site officiel du jeu, on apprend que le personnage principal s'appellera Reaper. Le nom sera par la suite modifié en Raven.
Fin septembre, le jeu apparaît sur Steam, même s'il n'est pas encore disponible à l'achat. La description du jeu fournit les premières informations sur le contenu du jeu.
Mi-novembre, CI Games fait savoir que la sortie du jeu est reportée "au début de l'année 2021".
En février 2021, le jeu est officiellement à nouveau reporté, cette fois pour le deuxième trimestre de 2021. Le PDG de CI Games, Marek Tymński, fait alors savoir que la raison de ce deuxième retard s'explique par le fait que le jeu doit être optimisé sur le plus grand nombre de plate-forme possibles. Sur ce point, il est très probable qu'il soit question de porter le jeu sur PS5 et XBox Série X.
Le 4 mars 2021, la bande-annonce officielle du jeu est dévoilée. Elle présente quelques séquences de jeu, des kills-cams ainsi qu'une des cibles prioritaires à éliminer. Une nouvelle date de sortie est également annoncée : le 4 juin 2021,.
Le 13 avril 2021, le jeu est disponible en précommande en édition de base à 39.99 euros ou Deluxe Arsenal Edition à 49.99 euros. Cette dernière comprend des armes supplémentaires ainsi que des skins spécifiques. Les armes proposées dans cette édition comprennent le FFF-45 (le pistolet FN FNX-45), le Rock AS100 (le fusil bullpup Armscor VRBP100), un fusil à canon scié, le shotgun semi-automatique Giovanni Mk12 (l'Origin 12) et le pistolet-mitrailleur ZXR .45ACP (en fait un Tavor israélien).
Le 13 mai 2021, CI Games dévoile une nouvelle bande-annonce dévoilant davantage son gameplay.
Le jeu est finalement disponible le 5 juin 2021.
Le 21 juillet, une extension appelée Butcher's Banquet est disponible gratuitement en téléchargement. Elle consiste en un contrat classique accessible depuis la carte des régions, la carte s'appelant Temple Complex.
Fin mai 2022, CI Games annonce via son président Marek Tyminski que Sniper Ghost Warrior Contracts 2 a passé la barre du million de jeux vendus et que ce résultat a été atteint plus rapidement que pour le précédent opus. Le studio polonais confirme également que Sniper Ghost Warrior Contracts 3 est en développement, sans toutefois donner de date de sortie.

## Accueil
Globalement, Sniper Ghost Warrior Contracts 2 reçoit un accueil positif lors de sa sortie.
Pour le site Geeko, ce deuxième Contracts corrige la plupart des défauts de son prédécesseur et propose une expérience de jeu très variée, alternant sniping à longue distance, infiltration et la possibilité d'accomplir ses objectifs de nombreuses façons. Pour XBoxygen, Contracts 2 se renouvelle vraiment en proposant enfin du tir à longue distance, même si le testeur déplore le manque de profondeur du scénario et la faiblesse de l'intelligence artificielle.
Jeux Vidéo.com se montre très positif, expliquant que le concept du précédent Contracts a été optimisé. L'ajout du tir à longue distance est salué et ajoute une véritable difficulté supplémentaire, tout comme un level design très soigné. L'aspect technique très soigné est également souligné.